# Драверт, Пётр Людовикович
Пётр Людо́викович (Людвигович) Дра́верт (псевдонимы: Д. Гектор, П. Д., Тревард; 4 [16] января 1879, Вятка — 12 декабря 1945, Омск, СССР) — русский и советский учёный-геолог, краевед, исследователь метеоритов, поэт и писатель. Автор научного термина «литофагия».

## Биография
Родился 4 (16) января 1879 года в городе Вятка, в семье крупного судебного чиновника — Драверт, Людвиг Станиславович (рус. дореф. Людвигъ Дравертъ; 1840—1932). Был правнуком польского дворянина Ивана Гавриловича Драверта, в очень молодом возрасте принявшего русское подданство и с 1792 г. служившего в Волынском уланском полку. Иван Гаврилович воевал против Турции и наполеоновской Франции. Из-за ранений не смог продолжать службу и 26 апреля 1816 г. был уволен за болезнью в отставку с чином штаб-ротмистра, а в 1821 г. пожалован мундиром Волынского полка и полной пенсией. Из-за недостатка средств поступил уже на гражданскую службу, сначала в Киевскую, затем Вятскую губернию, где с этого времени жили его потомки.
Фамилия «Драверт» типично польская. Фамилия — французского происхождения (от фр. drapeau vert — зелёное знамя крестоносцев).
Отец П. Л. Драверта окончил юридический факультет Императорского Московского университета, увлекался историей Наполеона, состоял в Императорском Обществе любителей естествознания, антропологии и этнографии, писал стихи. Мать — Варвара Дмитриевна Драверт (урождённая Далматова; 1858—1892) — умерла рано, когда ему было 13 лет. Она была ученицей знаменитого русского филолога И. И. Срезневского. Варвара Дмитриевна любила поэзию и всячески поощряла первые стихотворные опыты своего сына.

### Образование
До 1896 года учился в гимназии в городе Екатеринбурге. Часто выезжал с отцом на рудники в горные заводы Урала.
В 1899 году окончил Вторую гимназию в городе Казани.
В 1899—1914 годах учился на естественном отделении физико-математического факультета Императорского Казанского университета (с перерывами на ссылку).

### Научная и педагогическая работа
В 1916 году участвовал в экспедиции Геологического комитета, изучавшей золотоносные россыпи в бассейне реки Вилюй.
С 1918 года жил и работал в городе Омске. До 1930 год работал ассистентом и профессором в Сибирской сельскохозяйственной академии (переименована Омский сельхозинститут) и в течение 5 лет выбирался президентом учёного бюро академии (УБА).
В 1921 году арестован в ходе «профилактических» мер и из-за своего эсеровского (Партия социалистов-революционеров) прошлого.
В 1925—1927 годах побывал в Баянаульских горах (современный Казахстан), определил и изучил там землетрясения. На юго-восточном берегу озера Жасыбай П. Л. Дравертом в одном из гротов были обнаружены и впервые описаны наскальные рисунки, выполненные охрой. Теперь это — грот Драверта.

### Арест
В марте 1931 году был арестован в городе Омске по обвинению в тесных связях с контрреволюционными элементами из среды интеллигенции и ведении (в 1920—1930) контрреволюционной агитации, направленной на срыв мероприятий советской власти. Отправлен в город Новосибирск, допрашивался в составе группы омских учёных за участие «в контрреволюционной вредительской организации ОИС» (ОИС — Общество изучения Сибири и её производительных сил). Летом 1931 года «Дело ОИС» было отправлено на рассмотрение Особым совещанием коллегии ОГПУ, которое в октябре того же года вернуло его в Новосибирск, не увидев в этих материалах доказательств наличия «вредительской» организации. Освобожден в конце 1931-го.

### Дальнейшая научная работа
С 1938 по 1940 годах заведовал научной частью государственного заповедника Боровое.
В годы Великой Отечественной войны подготовил большую сводку по полезным ископаемым Омской области, вёл опыты по использованию минеральных суррогатов для замещения дефицитного натурального сырья. Во время войны область лишилась большей части привозного сырья — железная дорога была перегружена. Необходимо было срочно наладить снабжение промышленности местным сырьем. Этим вопросом занялась областная лаборатория стройматериалов, директором которой в 1942 году назначили П. Л. Драверта. Основным направлением работы лаборатории было изучение использования местных строительных материалов и топлива. Пристальное внимание Драверт уделял северным районам. В 1943 году вышла статья «О полезных ископаемых Тарского района», в 1944 году — «Агрономические руды в Сибири», «О двух ископаемых».
С 1944 года работал в Омском областном краеведческом музее.
Скончался 12 декабря 1945 года в Омске, после тяжёлых осложнений от воспаления лёгких.

### Похороны
Похороны были намечены на 15 декабря 1945 года.
«Краткая запись о похоронах П. Л. Драверта» сделана директором Омского областного краеведческого музея А. Ф. Палашенковым, опубликована и пересказана омским писателем и журналистом А. Э. Лейфером. Панихида проходила в морозный воскресный день 16 декабря 1945 года в минералогическом кабинете музея. «Последним, — сказано в „Краткой записи“, — выступил преподаватель пединститута Н. В. Горбань. Он сказал речь на латинском языке.» (Друзья, Драверт и Горбань, заранее договорились, что остающийся проводит уходящего речью на латыни).

Среди полок с образцами минералов и горных пород установлен окруженный живыми цветами и сосновыми ветками гроб. Стол, на котором он стоит, покрыт расшитым золотом тёмно-красным бархатом. Только немногие, только сами музейщики знают: это не что иное, как извлеченная из запасников мантия последней российской императрицы Александры Фёдоровны, какими-то причудливыми путями попавшая после революции в Омск. Вокруг — друзья и почитатели Драверта, литераторы (среди них — молодой Сергей Залыгин), профессора омских вузов, цвет тогдашней местной науки.

Некий мрачный, чисто российско-советский юмор состоит ещё и в том, что на роскошной императорской мантии возлежит старый политический заключённый и якутский ссыльный давно минувших царских времён, а скорбный и торжественный латинский текст произносит над ним недавний политзэк и казахстанско-тобольский ссыльный уже новой сталинской эры.— А. Э. Лейфер. Разгадать замысел Бога
П. Л. Драверт был похоронен на Казачьем кладбище города Омска. В 1961 году его прах был перенесён на Старо-Восточное кладбище.
В 1946 году в Омский историко-краеведческий музей, по завещанию П. Л. Драверта, было передано его личное собрание из нескольких тысяч предметов (документы, фотографии, письма, коллекция экслибрисов, бон, монет России и Европы, минералов и многое другое).

## Семья
Отец Людвиг Станиславович Драверт — сенатор, в 1917 году был уволен от службы, согласно прошению, по болезни.
- Дядя — Драверт, Адольф Станиславович (18?? — 1881) — врач.
- Сестра — Драверт, Ксения Людовиковна (псевдоним Тревард; 1886—195?) — поэтесса, уехала во Францию, училась в Сорбонне, знала 4 языка, планировала вернуться в Россию в 1946 году[18].

Жёны:
1. [уточнить]
2. Нина Викторовна (в дев. Селагина) — последовала за мужем в ссылку в Якутию[19].
3. Бадаева, Павла Константиновна (род. 1904), встретилась с П. Л. Дравертом в 1924 году, в 1978 году она передала в Архив АН СССР документы П. Л. Драверта[20].

Дети:
- Сын от 1 жены — Леонид (Казань, 1901 — Уфа, 1938) — экономист, репрессирован.
- Сыновья от 2 жены — Виктор (июль 1907 — после 1979) — лесовед; младший сын Олег.

## Научная работа
С 1900 года проводил экспедиции на Урале и в Забайкалье.
С 1906 года изучал Якутию, находясь в ссылке.
В 1916 году участвовал в экспедиции Геологического комитета в Якутии.
В 1921 году по просьбе академиков В. И. Вернадского и А. Е. Ферсмана вместе с Л. А. Куликом принял участие в первой советской метеоритной экспедиции.
В 1929 году участвовал в экспедиции по исследованию Тунгусского метеорита.
С 1927 года возглавлял Омскую метеоритную комиссию, а в 1939—1945 годах был членом Комитета по метеоритам АН СССР. Исследовал обстановку падений и собрал новые метеориты (Хмелёвка, Кузнецово, Ерофеевка, Новорыбинское и др.), описал некоторые падения метеоритов и составил каталог ярких болидов, наблюдавшихся в Западной Сибири.
В. А. Обручев называл П. Л. Драверта «крупным общественным деятелем и краеведом, археологом, исследователем многих районов Сибири, Урала, Поволжья».
В 1927 году на первом краеведческом съезде выступил с докладом «О необходимости наблюдений над метеоритами и болидами в Сибири» и возглавил метеоритную комиссию при Омском отделении Всесоюзного астрономо-геодезического общества.
Л. А. Кулик говорил: «За Сибирь и Казахстан я спокоен. Там ни один камушек не пропадёт. Там Драверт».
Когда над смутною громадой древних гор

Медлительно скользит по небу метеор

И шелест слышится загадочный в эфире, —

Вперяя жадный взор в огнисто-дымный след,

Я думаю о том, чего уж больше нет,

О кончившем свой век каком-то малом мире.

Из бездн Галактики свершив далекий путь,

Он скоро должен был низвергнуться на грудь

Земли, где мы живем, светилом дня согреты;

Но воздух, тормозя его, не допустил,

Лишив в слепой борьбе первоначальных сил,

Упасть в объятия чужой ему планеты.

Над гладями морей и паутиной рек,

В холодной высоте свой завершая бег,

В тончайший, зыбкий прах распался плотный камень;

И ярко озарив полуночную тьму,

В предсмертный краткий миг сопутствовал ему,

Как факел вспыхнувший, чудесный алый пламень.
Исследовал загадочное и редко наблюдаемое природное явление — аномальные звуки, сопровождающие полет ярких метеоров. Он дал ему имя «электрофонные болиды», которое стало общепринятым. Само явление наблюдается с давних времён. Первое точно датированное описание было сделано в 585 г. (Франция). Сегодня можно считать доказанным, что аномальные звуки — реальный факт, основанный на большом числе достоверных наблюдений. Одно из загадочных свойств этих болидов состоит в аномально быстром распространении сопровождающего его звука. Известно, что звук распространяется в воздухе со скоростью около 330 м/с и, следовательно, чтобы достичь наблюдателя, который отстоит от летящего болида на многие десятки и даже сотни километров, ему требуется никак не меньше нескольких десятков секунд. Однако очевидцы говорят о звуках, одновременных с полетом болида. Полностью подтверждённой теории до сих пор нет. Но есть стихотворение П. Л. Драверта «Болид»
В 1940-е годы П. Л. Драверт бедствовал, и В. И. Вернадский, получив в 1944 году Сталинскую премию, выкупил у него коллекцию минералов и метеоритов.
Учёный совершил более 50 поездок и экспедиций по Среднему Поволжью, Уралу, Башкирии и Сибири. В окрестностях Омска Драверт обнаружил минерал группы каолина — ермакит, исследовал фосфориты Омско-Тарского Прииртышья, известковое сырье в Омском Прииртышье, местный бурый уголь.
В последние годы жизни он состоял научным работником омского краеведческого музея, преподавал юннатам минералогию.
Работал над составлением единственной в СССР библиографии по метеоритике.

## Членство в организациях
- 1900 — Казанское общество естествоиспытателей.
- Член правления Омской организации работников науки, литературы и искусства
- Член Сибирского союза писателей
- Организатор ассоциации культурных работников
- 1921 — член Западно-Сибирского отдела Русского географического общества (ЗСОРГО). Возглавлял Отдел (1922—1923), почётный член (1928). В декабре 1923 г. представлял его на 2-й Всесоюзной конференции по краеведению в Москве (закрыт в 1931)
- 1923 — Президент Ученого бюро Сибирской сельскохозяйственной академии (до 1926)
- Член Общества изучения Сибири и её производительных сил (ОИС) (закрыт в 1931)[23]
- 1929 — Член бюро по изданию и редактор Сибирская Советская энциклопедия
- 1939 — Комитета по метеоритам (КМЕТ) Академии наук СССР
- 1940 — Метеоритная комиссия в Омске, при отделении Астрономо-Геодезического общества
- Член Центральной комиссии по метеорам, кометам и астероидам (ЦК МКА)
- 1944 — Редактор и автор литературных сборников «Омский альманах».

## Награды и премии
- 1944 — почётная грамота Исполкома Омского облсовета ВКП(б)[24].

## Поэзия
Ты думаешь: в море упала она,

Звезда голубая, — до самого дна

Дошла и зарылась в зыбучий песок,

Из чуждого мира случайный кусок…

Пучины воздушные глубже морских,

И наша звезда не промерила их, —

Угасла в далекой немой высоте,

Доступной пока только смелой мечте.

Угасла недаром: в бесчисленный круг

Её закатившихся прежде подруг

От Космоса некая часть попадет

Включаясь навеки в земной оборот…

Пусть будет недолог твой жизненный путь,

Но можешь и ты лучезарно сверкнуть,

Оставив живущим волнующий след,

Строитель, художник, учёный, поэт!
П. Л. Драверт известен как поэт, автор ряда поэтических сборников, первый из которых вышел в свет под названием «Тени и отзвуки» (Казань, 1904).
Сибирская Советская Энциклопедия (1927, том 1) писала о его стихах: «изобилуют научными терминами, названиями минералов, но это, не лишая их художественности, придает своеобразную оригинальность». А. Е. Ферсман знал наизусть многие стихи Драверта и с увлечением декламировал их у вечерних костров своим соратникам по геолого-минералогическим экспедициям.
Леонид Мартынов ценил поэзию П. Драверта и восхищался «гармоническим сочетанием обоих начал» в Петре Людовиковиче, — учёного и поэта.
П. Л. Драверт был также известным библиофилом. Омская государственная областная научная библиотека имени А. С. Пушкина содержит фонд книг П. Л. Драверта, а в ее электронной библиотеке представлена коллекция электронных документов.

### Художественная литература
Поэзия
- Тени и отзвуки: [Стихотворения]. — Казань: Унив. тип., 1904. — [4], 46 с.;
- Ряды мгновений: [Сб. стихов] / П. Драверт; Изд. Олейникова. — Якутск: Олейников, 1908. — 78 с.;
- Под небом Якутского края: [(Стихотворения) / П. Драверт; Виньетки работы худож. М. Щеглова]. — Томск: изд. Н. А. Ш., 1911. — [2], 37 с.;
- Стихотворения. 1. Жертва утренняя. 2. Sibirica. 3. Под небом Якутского края. -— Казань: газ. «Камско-Волж. речь», 1913. — [2], 96 с.;
- Сибирь : избр. стихи. — Ново-Николаевск: Сибирские огни, 1923. — 132 с.

Посмертные сборники
- Стихи о Сибири. — Омск: Кн. изд-во, 1957. — 64 с.
- Северные цветы: [Стихи] / Сост. [и авт. вступ. статьи] Н. А. Антропянский; [Ил.: В. И. Кондрашкин]. — Новосибирск: Зап.-Сиб. кн. изд-во, 1968. — 111 с.
- Незакатное вижу я солнце (Новосибирск, 1979)

Подборки стихотворений Драверта
- Муза в храме науки. Антология. Сост. В. Ф. Ноздрев. М.: Советская Россия, 1982 (2-е изд., 1988).
- Астрономическая и минералогическая поэзия Петра Драверта // Вестник Международного института А. Богданова. 2004. № 1 (17).

Проза
- «Повесть о мамонте и ледниковом человеке (Совершенно фантастическая история)» (1909), фантастическая повесть (первая часть повести впервые опубликована отдельным изданием под псевдонимом Гектор Д., вторая так и не появилась).
- На Севере Дальнем (1912), рассказ.
- Целестин (1915), сам поэт относил её к жанру «повести, похожей на сказку», обычно её относят к прозаической миниатюре, или даже именуют как «стихотворение в прозе» (академик А. Ферсман).
- Метеорит с надписью (1940), очерк.

Указанная выше проза вышла в книге: Драверт П. Незакатное вижу я солнце: Стихи. Проза. — Новосибирск: Зап.-Сиб. кн. изд-во, 1979. Другие рассказы опубликованы в казанских и омских газетах, журналах и альманахах.

### Корреспонденция
- Письма П. Л. Драверта из Омска И. С. Коровкину (1941—1945) // Сибирские огни. 1969. № 8. — С. 151—153.
- П. Л. Драверт — М. К. Азадовскому // Литературное наследство Сибири. Т. 1. Новосибирск, 1969. С. 228—236.
- Письма профессора П. Л. Драверта профессору П. Н. Чирвинскому (1934—1945) в ГИН РАН[28][29].

## Память
Названы в честь П. Л. Драверта:
Минералы
- Дравертинит (CaS) — разновидность редкого минерала ольдгамита, найденного П. Л. Дравертом в 1918 году в Сюкеевских пещерах.
- Дравертит (1946) — новый глинистый минерал, который изучал П. Н. Чирвинский.
- Дравертит (Dravertite, 2015) — минерал с вулкана Толбачик, Камчатка[30].

Топонимы
- Грот Драверта — археологический и геологический объект на берегу Джасыбая, Павлодарская область. Описан П. Л. Дравертом в Баянауле грот с «писаницами» (рисунками древнего человека)[31].
- Берег Драверта — яр на правом берегу реки Иртыш с неогеновыми обнажениями, в Горьковском районе Омской области, там находится геоморфологический памятник природы[32], названный по имени его первого исследователя. В геологическом разрезе представлены породы неогенового и палеогенового возрастов, отпечатки древних растений, кости древних животных (мамонтовая фауна), археологами была обнаружена стоянка древних людей.
- Улица Драверта — существовала в Омске до 1984 года, была переименована в Бульвар Архитекторов[33] В 2007 году имя Драверта вновь присвоили улице Омска, на этот раз уже расположенной на самой окраине города[34].
- Кварталы Драверта в городе Омске.

Памятники
- 31 июля 2009 года в рамках празднования дня основания Омска на бульваре Мартынова (аллее Литераторов) был открыт мемориальный камень в честь Петра Драверта. Это — белый камень с высеченным именем, чуть выше которого — осколок метеорита[35].

События
- 1979 — Празднование 100-летия со дня рождения П. Л. Драверта в Омске.

Научная конференция «Дравертовские чтения» в Омске:
- 2014 — «Дравертовские чтения», посвященной 135-летию ученого.
- 2019 — «Вторые Дравертовские чтения», посвященной 140-летию ученого[36].
- 2024 — «Третьи Дравертовские чтения»[37].

Известные ученики:
- Леонид Мартынов (1905—1980) — поэт, журналист, переводчик, писатель.
- Сергей Залыгин (1913—2000) — писатель, главный редактор «Нового мира».

Биографы
- Лейфер, Александр Эрахмиэлович (1943—2017) — журналист и писатель, исследователь творчества П. Л. Драверта.